# Dorotea del Palatinato-Simmern
Dorotea del Palatinato-Simmern (Kaiserslautern, 6 gennaio 1581 – Sandersleben, 18 settembre 1631) fu contessa palatina di Simmern e principessa consorte di Anhalt-Dessau.

## Biografia
Quartogenita di Giovanni Casimiro del Palatinato e di Elisabetta di Sassonia, fu l'unica figlia dei conti palatini di Palatinato-Lautern a sopravvivere fino all'età adulta. All'età di 14 anni, divenne la seconda moglie di Giovanni Giorgio I di Anhalt-Dessau, un'unione che consolidò i legami tra le due dinastie. 
Dal loro matrimonio nacquero undici figli, tra cui il futuro principe Giovanni Casimiro di Anhalt-Dessau. La sua influenza viene considerata cruciale per la conversione del marito al calvinismo nel 1596.
Nel 1631 morì all'età di cinquant'anni nel suo castello di Sandersleben (ricevuto in controdote dopo essere rimasta vedova nel 1618) e fu sepolta nella chiesa di Santa Maria a Dessau.

## Discendenza
Si sposò il 31 agosto 1595 con Giovanni Giorgio I di Anhalt-Dessau, dal cui ebbe i seguenti eredi:
- Giovanni Casimiro (1596-1660)
- Anna Elisabetta (1598-1660), moglie di Guglielmo Enrico di Bentheim-Steinfurt
- Federico Maurizio (1600-1610)
- Eleonora Dorotea (6 febbraio 1602; †; 26 dicembre 1664), moglie di Guglielmo di Sassonia-Weimar
- Sibilla Cristina (1603-1686), sposò in prime nozze il conte Filippo Maurizio di Hanau-Münzenberg (1605-1627), ed alla morte di questi si risposò con il conte Federico Casimiro di Hanau (1623-1685)
- Enrico Valdemaro (1604-1606)
- Giorgio Ariberto (1606-1643)
- Cunegonda Giuliana (17 febbraio 1607/08-1683), moglie di Ermanno IV d'Assia-Rotenburg (1607-1658)
- Susanna Margherita (1610-1663) sposò in prime nozze il conte Giovanni Ernesto di Hanau-Münzenberg (1613-1642), ed alla morte di questi si risposò con il conte Giovanni Filippo di Hanau-Lichtenberg (1626-1669)
- Giovanna Dorotea (1612-1695), moglie di Maurizio di Bentheim-Tecklenburg
- Eva Caterina (1613-1679)

## Ascendenza
|                                                      |                                             |                                  | Genitori                                         |  |  | Nonni                                             |  |  | Bisnonni                                     |  |
|                                                      |                                             |                                  |                                                  |  |  | Federico III, XI principe elettore del Palatinato |  |  | Giovanni II, IV conte del Palatinato-Simmern |  |
|                                                      |                                             |                                  |                                                  |  |  | Federico III, XI principe elettore del Palatinato |  |  | Giovanni II, IV conte del Palatinato-Simmern |  |
|                                                      |                                             | Beatrice di Baden                |                                                  |  |  | Federico III, XI principe elettore del Palatinato |  |  |                                              |  |
| Giovanni Casimiro, I principe del Palatinato-Lautern |                                             |                                  |                                                  |  |  | Federico III, XI principe elettore del Palatinato |  |  |                                              |  |
|                                                      |                                             | Maria di Brandeburgo-Kulmbach    | Casimiro, VIII margravio di Brandeburgo-Bayreuth |  |  |                                                   |  |  |                                              |  |
|                                                      |                                             | Maria di Brandeburgo-Kulmbach    | Casimiro, VIII margravio di Brandeburgo-Bayreuth |  |  |                                                   |  |  |                                              |  |
|                                                      |                                             | Maria di Brandeburgo-Kulmbach    | Susanna di Baviera                               |  |  |                                                   |  |  |                                              |  |
| Dorotea del Palatinato-Simmern                       |                                             | Maria di Brandeburgo-Kulmbach    |                                                  |  |  |                                                   |  |  |                                              |  |
|                                                      | Augusto, XIII principe elettore di Sassonia | Enrico IV, X duca di Sassonia    |                                                  |  |  |                                                   |  |  |                                              |  |
|                                                      | Augusto, XIII principe elettore di Sassonia | Enrico IV, X duca di Sassonia    |                                                  |  |  |                                                   |  |  |                                              |  |
|                                                      | Augusto, XIII principe elettore di Sassonia | Caterina di Meclemburgo-Schwerin |                                                  |  |  |                                                   |  |  |                                              |  |
| Elisabetta di Sassonia                               | Augusto, XIII principe elettore di Sassonia |                                  |                                                  |  |  |                                                   |  |  |                                              |  |
|                                                      |                                             | Anna di Danimarca                | Cristiano III, re di Danimarca                   |  |  |                                                   |  |  |                                              |  |
|                                                      |                                             | Anna di Danimarca                | Cristiano III, re di Danimarca                   |  |  |                                                   |  |  |                                              |  |
|                                                      |                                             | Anna di Danimarca                | Dorotea di Sassonia-Lauenburg                    |  |  |                                                   |  |  |                                              |  |
|                                                      |                                             | Anna di Danimarca                |                                                  |  |  |                                                   |  |  |                                              |  |